# خورشیدگرفتگی ۳۱ مه ۲۰۴۹
خورشیدگرفتگی ۳۱ مه ۲۰۴۹ (به انگلیسی: Solar eclipse of May 31, 2049) یک خورشیدگرفتگی از نوع خورشیدگرفتگی حلقه‌ای است. این خورشیدگرفتگی در تاریخ ۳۱ مه ۲۰۴۹ میلادی (‎۱۱ خرداد ۱۴۲۸ خورشیدی) روی خواهد داد که زمان اوج آن، ساعت ۱۳:۵۹:۵۹ به‌وقت ساعت هماهنگ جهانی است. مدت زمان و طول این خورشیدگرفتگی ۴ دقیقه و ۴۵ ثانیه خواهد بود.